# Conventie van Constantinopel
De Conventie van Constantinopel is een multilateraal handelsverdrag betreffende het gebruik van het Suezkanaal tussen Groot-Brittannië, Duitsland, Frankrijk, Spanje, Nederland, Oostenrijk-Hongarije, Rusland, Italië en het Ottomaanse Rijk dat ontworpen is op 2 maart 1888. Enkele maanden later, op 29 oktober 1888 werd het verdrag door eerdergenoemde partijen ondertekend en december 1888 werd het daadwerkelijk actief. Namens Nederland waren aanwezig de heren M.M.H. Jansen en Prof. T.M.C. Asser, resp staatsraad en hoogleraar aan de Universiteit van Amsterdam
Het verdrag behelsde de vrije doorgang van alle schepen door het Suezkanaal in tijden van oorlog en vrede. Om de vrije doorvaart te garanderen namen de Britten de taak op zich om de scheepvaart (en dus het kanaal) te verdedigen; er waren al sinds 1882 Britse troepen in Egypte aanwezig nadat zij een opstand van militairen tegen Europese en Ottomaanse overheersing hadden neergeslagen.
Als gevolg hiervan werd het Khedivaat Egypte, door wiens grondgebied het kanaal liep en aan wie alle aandelen in de Suezkanaalmaatschappij zouden terugvallen toen de 99-jarige huurovereenkomst van de onderneming om het kanaal te beheren afliep, dan ook niet uitgenodigd om deel te nemen aan de onderhandelingen en heeft het verdrag ook niet ondertekend. De ondertekenaars omvatten alle grote Europese mogendheden van die tijd, en het verdrag werd geïnterpreteerd als een gegarandeerd recht van doorvaart door het Suezkanaal tijdens oorlog en vrede. Tijdens de 74 jaar van de militaire aanwezigheid van het Verenigd Koninkrijk in Egypte, van 1882 tot 1956, had de Britse regering de effectieve controle over het kanaal. In 1956 nationaliseerde de Egyptische regering de Suezkanaal Maatschappij. Toekomstige oorlogen tussen Egypte en de staat Israël zouden het kanaal voor langere tijd geblokkeerd en onbruikbaar maken.

## Geschiedenis
In 1875 bracht een financiële crisis de Khedive van Egypte, Ismail de Grote, ertoe om de aandelen van Egypte in de Suezkanaal Maatschappij aan het Verenigd Koninkrijk te verkopen. Vier jaar later, in 1879, dwongen het Verenigd Koninkrijk en andere grote mogendheden de verwijdering en verbanning van Ismail af, en zijn vervanging als Khedive door zijn zoon, Tewfik Pasha. Ontevredenheid met het bewind van Tewfik leidde tot de Orabi-opstand van 1881 door nationalistische legerofficieren. Het Verenigd Koninkrijk interpreteerde de opstand als een mogelijke bedreiging voor hun gebruik van het Suezkanaal en kwam militair tussenbeide ten gunste van de belegerde Khedive. De Britse overwinning in de daaropvolgende Anglo-Egyptische oorlog leidde ertoe dat Groot-Brittannië fysieke controle kreeg over Egypte, inclusief het Suezkanaal. Frankrijk, dat voorheen het kanaal had gedomineerd en waarvan de investeerders nog steeds de meerderheid van de aandelen in de Suezkanaal Maatschappij controleerden, hoopte de Britse controle te verzwakken en probeerde de Europese opinie te beïnvloeden door het kanaal te internationaliseren. De Britse en Franse regeringen kwamen tot compromissen door te proberen het kanaal via een verdrag te neutraliseren. Artikel I, dat de doorgang voor alle schepen tijdens oorlog en vrede garandeert, stond op gespannen voet met artikel X, dat de Egyptische regering toestond maatregelen te nemen voor 'de verdediging van Egypte en de handhaving van de openbare orde'. De laatste clausule werd door het Verenigd Koninkrijk gebruikt om hun sluiting van de scheepvaart op het kanaal naar de as-mogendheden tijdens de Tweede Wereldoorlog te verdedigen, en door Egypte om het verbieden van Israëlische scheepvaart in het kanaal te rechtvaardigen na het begin van de formele staat van oorlog tussen de twee staten in 1948. De Britse regering accepteerde het verdrag met tegenzin, en alleen met ernstige bedenkingen:
De afgevaardigden van Groot-Brittannië, die deze tekst aanbieden als de definitieve regel om het vrije gebruik van het Suezkanaal veilig te stellen, menen dat het hun plicht is een algemeen voorbehoud aan te kondigen met betrekking tot de toepasselijkheid van de bepalingen ervan, voor zover deze onverenigbaar zijn met de tijdelijke en uitzonderlijke staat waarin Egypte zich feitelijk bevindt en voor zover zij de vrijheid van handelen van de regering tijdens de bezetting van Egypte door de Britse troepen zouden kunnen belemmeren.
Frankrijk accepteerde het voorbehoud, maar merkte in overeenstemming met het toenmalige internationale recht op dat dit het verdrag tot een "technisch onwerkzame" "academische verklaring" maakte. Het voorbehoud werd pas verwijderd door de Entente Cordiale tussen het Verenigd Koninkrijk en Frankrijk, met het verdrag dat uiteindelijk in 1904 in werking trad. De Entente Cordiale bepaalde dat het functioneren van de in artikel 8 beschreven internationale toezichtcommissie "opschort" zou blijven. De komende 40 jaar zouden de Britse acties echter grotendeels in de geest van de formeel verlaten reserveringen zijn. Op 5 augustus 1914, aan het begin van de Eerste Wereldoorlog, verklaarde Egypte onder de nationalistische Khedive Abbas Hilmi II dat het kanaal open zou staan voor schepen van alle naties. Het Verenigd Koninkrijk zette Abbas vervolgens af, verving hem door zijn oom, Hussein Kamel, en verklaarde het herstel van het Sultanaat van Egypte als een Brits protectoraat. Daarna verbood Groot-Brittannië het Kanaal de toegang tot schepen van de Centrale Mogendheden voor de duur van de oorlog. Onder verwijzing naar de veiligheid van het kanaal probeerde Groot-Brittannië zijn prerogatieven te handhaven in unilaterale verklaringen. Op 5 juni 1967, tijdens de Zesdaagse Oorlog, sloot Egypte en blokkeerde het het kanaal tegen Israël. Het kanaal bleef geblokkeerd en gesloten tijdens de daaropvolgende uitputtingsoorlog van 1968 tot 1970 en de oktoberoorlog van 1973. De waterweg werd uiteindelijk heropend op 10 juni 1975. De 14-staten Multinational Force and Observers (MFO) houdt sindsdien toezicht op de voorwaarden van het vredesverdrag over het kanaal, dat eigendom is van en wordt onderhouden door de Suezkanaalautoriteit van de Arabische Republiek Egypte. Volgens de internationale regels die de navigatie door het Suezkanaal beheersen, kan Egypte geen enkel schip verbieden door het kanaal te varen als er geen oorlog is tussen Egypte en dat land.